# Urs Freuler
Urs Freuler (Bilten (Glarus), 6 november 1958) is een voormalig Zwitsers wielrenner. Hij was beroepswielrenner van 1980 tot 1997. Hij reed lange tijd voor een Italiaanse ploeg en enkele keren voor ploegen van Peter Post. Aan het eind van zijn carrière vormde hij samen met Beat Breu een tweepersoonsteam met een individuele sponsor. 
Freuler won verscheidene etappes in de Ronde van Zwitserland, Frankrijk en die van Italië. Hij was echter niet alleen een wegrenner, maar kon ook in het baanwielrennen goed uit de voeten. Hij won 10 wereldtitels, vooral in de puntenkoers en reed ook in zesdaagsen vaak goed. Freuler werd tweemaal (1982 en 1983) gekozen tot Zwitsers Sportman van het Jaar. In de laatste jaren van zijn actieve loopbaan was hij enkel nog in zesdaagsen actief; naderhand werd Freuler ploegleider van de Phonak-ploeg. 

## Belangrijkste overwinningen
1981
- WK Puntenkoers
- Zesdaagse van Grenoble (met Patrick Sercu)
- 7e etappe Ronde van Frankrijk
- 7e etappe Ronde van Zwitserland
- proloog Ronde van Romandië

1982
- WK Puntenkoers
- etappes Ronde van Italië (5e, 6e en 11e)
- 2e etappe Ronde van Zwitserland
- Zesdaagse van Zürich (met Robert Dill-Bundi)

1983
- WK Keirin en Puntenkoers
- etappes Ronde van Zwitserland (5e A en 10e)
- Zesdaagse van Zürich (met Daniel Gisiger)
- Zesdaagse van Launceston (met Hans Kaenel)
- Zesdaagse van München (met René Pijnen)

1984
- WK Puntenkoers
- Zesdaagse van Zürich (met Daniel Gisiger)
- Zesdaagse van Rotterdam (met René Pijnen)
- etappes Ronde van Italië (2e, 7e, 8e en 11e)
- eindwinnaar puntenklassement Ronde van Italië

1985
- WK Keirin en Puntenkoers
- GP Gippingen
- etappes Ronde van Italië (1e, 13e en 21e)
- 9e etappe B Ronde van Zwitserland
- Zesdaagse van München (met René Pijnen)

1986
- WK Puntenkoers
- proloog Ronde van Italië
- 1e etappe Ronde van Zwitserland
- GP Pino Cerami
- Zesdaagse van Zürich (met Daniel Gisiger)

1987
- WK Puntenkoers
- 10e etappe Ronde van Zwitserland
- 9e etappe Ronde van Italië
- Zesdaagse van Zürich (met Dietrich Thurau)
- Zesdaagse van München (met Dietrich Thurau)
- Zesdaagse van Berlijn (met Dietrich Thurau)

1988
- 10e etappe Ronde van Zwitserland
- 21e etappe Ronde van Italië
- Zesdaagse van Gent {met Roman Hermann)

1989
- WK Puntenkoers
- etappes Ronde van Italië (7e en 11e)
- 10e etappe Ronde van Zwitserland
- Zesdaagse van Kopenhagen (met Danny Clark)

1990
- Zesdaagse van Dortmund (met Olaf Ludwig)

1992
- Zesdaagse van Kopenhagen (met Danny Clark)
- Zesdaagse van München (met Olaf Ludwig)

1993
- Zesdaagse van Bremen (met Peter Pieters)

1994
- Zesdaagse van Keulen (met Carsten Wolf)
- Zesdaagse van Zürich (met Carsten Wolf)

## Resultaten in voornaamste wedstrijden
| Jaar | Ronde van Italië | Ronde van Frankrijk | Ronde van Spanje |
| ---- | ---------------- | ------------------- | ---------------- |
| 1981 |                  | opgave (1)          |                  |
| 1982 | 99e (3)          |                     |                  |
| 1983 | 91e              |                     |                  |
| 1984 | 98e (4)          |                     |                  |
| 1985 | 120e (3)         |                     |                  |
| 1986 | 126e (1)         |                     |                  |
| 1987 | 104e (1)         |                     |                  |
| 1988 | 82e (1)          |                     |                  |
| 1989 | opgave (2)       |                     |                  |
| 1990 | opgave           |                     |                  |
| 1991 |                  |                     | opgave           |

| Jaar | Milaan-San Remo | Gent-Wevelgem | Ronde van Vlaanderen | Parijs-Roubaix |  | WK op de weg |  | Wereldranglijsten |
| ---- | --------------- | ------------- | -------------------- | -------------- |  | ------------ |  | ----------------- |
| 1981 |                 |               |                      |                |  |              |  |                   |
| 1982 | 71e             |               |                      |                |  | 19e          |  |                   |
| 1983 | 105e            |               |                      |                |  |              |  |                   |
| 1984 | 46e             | 21e           |                      | 29e            |  |              |  |                   |
| 1985 | 8e              |               |                      |                |  |              |  |                   |
| 1986 | 36e             |               |                      | 13e            |  |              |  |                   |
| 1987 |                 |               | 42e                  |                |  |              |  |                   |
| 1988 |                 |               |                      | 39e            |  |              |  |                   |
| 1989 | 50e             |               |                      | 9e             |  |              |  | 74e (UWB)         |
| 1990 |                 | 11e           |                      | 15e            |  |              |  |                   |
| 1991 |                 | 106e          | 41e                  | 57e            |  |              |  |                   |

Wielerploegen van Urs Freuler
Freuler ·
Hanegraaf ·
van den Hoek ·
Hoste ·
Knetemann ·
Maas ·
Lubberding ·
Oosterbosch · 
Peeters · 
Priem · 
Pronk ·
Raas · 
van der Velde · 
van Vliet ·
Wesemael · 
Wijnands · 
Zoetemelk
Breukink ·
Clark ·
de Koning ·
de Rooij · 
Freuler ·
Gavillet ·
Harings ·
Hendriks · 
Imboden (tot 31/07) ·
Lubberding ·
Märki ·
Nulens · 
Peiper · 
Talen ·
Thurau (tot 31/07) ·
Vanderaerden · 
Van Lancker ·
van Loon ·
van Rijen ·
van Vliet ·
van Wijk ·
Wampers ·
Winnen
Breukink ·
Clark (tot 28/02) ·
Cornelisse ·
de Koning ·
de Rooij · 
Dürst ·
Freuler ·
Harings ·
Lubberding ·
Märki ·
Nulens · 
Ottevanger ·
Peiper · 
Rozendal · 
Talen ·
Vanderaerden · 
Van Lancker ·
van Loon ·
van Poppel ·
van Rijen ·
van Vliet ·
Wampers ·
Winnen
Bouwmans ·
Cornelisse ·
de Koning ·
de Rooij · 
Dürst ·
Freuler ·
Jekimov ·
Lieckens ·
Lubberding ·
Ludwig  ·
Nulens · 
Peiper · 
Planckaert ·
Rooks ·
Rozendal · 
Sergeant · 
Talen ·
Theunisse (tot 15/08) · 
van der Pas · 
Van Lancker ·
van Poppel ·
van Vliet (tot 30/04) ·
Wampers ·
Mulders (stagiair)
Bouwmans ·
de Koning ·
Dhaenens  ·
Fondriest · 
Freuler (tot 31/01) ·
Hanegraaf ·
Heppner ·
Jekimov ·
Knuvers ·
Legrand ·
Lieckens ·
Lubberding ·
Ludwig  ·
Nulens · 
E. Planckaert (tot 30/04) ·
Rozendal · 
Sergeant · 
Strouken · 
van de Vin ·
Van Lancker ·
van Orsouw · 
Vink · 
Wampers ·
Zen ·
Zjdanov ·
J. Planckaert (stagiair) 
Arntz ·
H. Bölts ·
U. Bölts ·
Dörich ·
Eickelbeck ·
Freuler ·
Gänsler ·
Gröne ·
Hess ·
Holzmann · 
Hübner ·
Kaiser ·
Matwew ·
Nijboer ·
Schleicher · 
Veldscholten ·
Wijnands · 
Wolf ·
Woods ·
Wüller · 
Kemna (stagiair) · 
Koerts (stagiair)